# Magdalena af Sachsen
Magdalena af Sachsen (7. marts 1507 – 25. januar 1534) var en sachsisk prinsesse og, gennem ægteskab, valgprinsesse af Brandenburg.
Magdalene var datter af hertug Georg “den skæggede” af Sachsen (1471-1539), fra hans ægteskab med Barbara af Polen (1478-1534), datter af kong Kasimir 4. af Polen. Magdalena bedsteforældre på morens side var Kasimir 4. af Polen og hans hustru Elisabeth af Habsburg, datter af den tysk-romerske kejser Albrecht 2.. Magdalene var fra hendes forældre opdraget i den katolske tro.
Den 6. november 1524 i Dresden blev hun gift med kurfyrste Joachim 2. af Brandenburg (1505-1571), ved et stort anlagt bryllup hvor næsten 3.000 personer skulle have optrådt på hesteryg, inkl. 24 herskende prinser. Efter ønske fra brudens far blev den religiøse ceremoni udført af ærkebiskoppen af Mainz, Albrecht af Brandenburg. I løbet af deres tiårige ægteskab fødte Magdalene syv børn, men hun døde ung da hun kort efter fødslen af hendes sidste barn døde som 27-årig. Muligvis fremskyndet af chokket efter en brand der var brudt ud nær ved.
Magdalenes far blev så påvirket over sin datters tidlige død, kort efter efterfulgt af også sin kones død, at han efterfølgende nægte at lade sig barbere, og derefter fik tilnavnet ”den skæggede.” Året efter tog Magdalenas enkemand Joachim sig en ny kone, Hedwig af Polen, datter af Sigismund 1. af Polen.

## Børn
I sit ægteskab med Joachim fik Magdalena følgende børn:
- Johan Georg (1525–1598), kurfyrste af Brandenburg

∞ 1. 1545 Prinsesse Sophia af Liegnitz (1525–1546)
∞ 2. 1548 Prinsesse Sabina af Brandenburg-Ansbach (1529–1575)
∞ 3. 1577 Prinsesse Elisabeth af Anhalt (1563–1607)
- Barbara (1527–1595)

∞ 1545 Hertug Georg 2. af Brieg (1523–1586)
- Elisabeth (1528-1529)
- Friedrich (1530–1552), ærkebiskop af Magdeburg
- Albrecht (*/† 1532)
- Georg (*/† 1532)
- Paul (*/† 1534)